# Jean Denton, Baroness Denton of Wakefield
Jean Denton, Baroness Denton of Wakefield, CBE (* 29. Dezember 1935 in West Yorkshire; † 5. Februar 2001) war eine britische Industriemanagerin und Politikerin der Conservative Party. Seit 1991 war sie als Life Peeress Mitglied des House of Lords.

## Leben

### Familie, Ausbildung und Berufslaufbahn
Jean Denton, Baroness Denton of Wakefield wurde unter dem bürgerlichen Namen Jean Moss als Tochter von Charles J. Moss und dessen Ehefrau Kathleen Tuke in West Yorkshire geboren. Ihr Vater arbeitete als Verwaltungsangestellter in einem Krankenhaus; ihre Mutter war Schulköchin. Im Alter von acht Jahren nahm sie für die Grafschaft Yorkshire an einer Kinderversion des Round Britain Quiz teil. Sie besuchte die Rothwell Grammar School in Rothwell in der Nähe von Leeds in West Yorkshire. Mit vierzehn Jahren erkrankte sie schwer an einer Nierenentzündung und musste über ein Jahr eine ärztlich verordnete Bettruhe einhalten.  Sie erhielt nach ihrem Schulabschluss ein Stipendium und konnte an der London School of Economics in London studieren; dort schloss sie mit einem Bachelor of Science (B.Sc.Econ.) im Fach Wirtschaftswissenschaften ab.
Sie begann ihre Berufslaufbahn von 1959 bis 1961 als „Communications Executive“ in der Marketing-Abteilung des Konsumgüter-Konzerns Proctor & Gamble. Von 1961 bis 1964 war sie Marketing-Beraterin (Marketing Consultant) bei der Economist Intelligence Unit (EIU), einem selbstständigen Tochterunternehmen des Zeitschriften-Verlagskonzerns The Economist Group. Anschließend war sie von 1964 bis 1966 als Leitende Angestellte (Marketing Executive) in der Marketing-Abteilung der Verlagsgruppe IPC Media tätig. Von 1966 bis 1969 leitete sie das Hotel and Catering Department der University of Surrey in Guildford in der Grafschaft Surrey.
Seit Mitte der 1960er Jahre widmete sich Denton dem Motorrennsport. 1967 und 1968 gewann sie den Titel Britain's Woman Racing Champion. Von 1969 bis 1972 unterbrach Denton ihre berufliche Karriere und nahm als Profi-Fahrerin bei verschiedenen Motorsport-Rennen teil. 1969 nahm sie am London–Sydney Marathon teil und war dort die einzige Frau, die mit einem Sportwagen das Ziel erreichte. 1970 nahm sie mit einem Austin Maxi an der World Cup Rallye durch Europa und Südamerika teil, welche in Mexiko endete; die Fahrerinnen waren finanziell durch das Woman Magazine unterstützt und gesponsert worden.
Nach ihrer Profi-Laufbahn als Rennfahrerin nahm Denton ihre berufliche Karriere wieder auf, sie war fortan bei mehreren Unternehmen der britischen Automobilindustrie in Führungspositionen tätig. Sie war Marketing-Direktorin (Marketing Director) bei der in Hampstead ansässigen Huxford Garage Group (1972–1978) und bei der Heron Motor Group (1978–1980). Sie war anschließend von 1980 bis 1985 Generaldirektorin (Managing Director) der britischen Autovermietungsfirma Herondrive. Von 1985 bis 1986 war sie „Director of External Affairs“ bei der Austin Rover Group; sie war dort für die gesamte Public-Relations-Arbeit des Unternehmens zuständig. Sie war damit die ranghöchste weibliche Führungskraft in der britischen Automobilindustrie. 1987 war sie Direktorin (Director) bei Burson-Marsteller.

### Politische Karriere
Dentons politische Laufbahn begann 1985 mit der Übernahme der Leitung der Ordnance Survey; dort war von 1985 bis 1988 Direktorin (Director). 1987 wurde sie Stellvertretende Vorsitzende (Deputy Chairman) der Black Country Development Corporation; diese war von der britischen Regierung mit dem Wiederaufbau der Industriegebiete um Walsall, Sandwell und Wolverhampton und der Suche nach geeigneten Investoren beauftragt worden. Denton wurde in der Folgezeit Direktorin mehrerer quasi-staatlicher Einrichtungen, unter anderem des NHS Policy Board, des Teachers’ Pay Review Board und des Vorstands (Board) von British Nuclear Fuels. Von 1987 bis 1992 war sie dort Direktorin (Director) von British Nuclear Fuels.
Sie war von 1992 bis 1993 unter Michael Heseltine Parlamentarische Unter-Staatssekretärin (Parliamentary Under-Secretary of State) im Britischen Handels- und Wirtschaftsministerium (Department of Trade and Industry). 1993 war sie Parlamentarische Unterstaatssekretärin im Britischen Energieministerium (Department of Energy). Von 1994 bis 1997 war sie unter der Regierung von Premierminister John Major als Parlamentarische Unter-Staatssekretärin beim Northern Ireland Office tätig. Sie war die erste Frau, die beim Northern Ireland Office ein politisches Amt mit Ministerrang ausübte. Denton war zunächst für die Bereiche Landwirtschaft, Gesundheitspolitik und Soziales (Social Services) zuständig. Später übernahm sie das Amt der Wirtschaftsministerin (Economy Minister) für Nordirland. 1995 vertrat sie als Wirtschaftsministerium das Vereinigte Königreich bei der Inter-governmental Conference on Ulster, die in Washington, D.C. stattfand.
Eine politische und persönliche Freundschaft verband sie, trotz unterschiedlicher politischer Lager und Sichtweisen, mit Mo Mowlam, der Nordirland-Ministerin der Labour Party. Mowlan nannte Denton in einer persönlichen Stellungnahme zu Dentons Tod im Jahr 2001 eine „wundervolle Botschafterin für die Sache Nordirlands“. Denton habe die fundamentale Tatsache erkannt, dass es für einen dauerhaften Frieden zwischen den Menschen in Nordirland unerlässlich sei, dass die Menschen dort Arbeit hätten.

## Weitere Ämter
Denton hatte mehrere weitere Ämter inne. Sie war Mitglied des Verwaltungsrates (Governor) der London School of Economics (1982–1991). Sie war Direktorin (Director) der London and Edinburgh Insurance Group (1989–1992). Sie war außerdem Direktorin (Director) bei der britischen Finanzgesellschaft Triplex Lloyd (1990–1992).
Sie war Mitbegründerin von Forum UK, der britischen Sektion des International Forum for Women, und Präsidentin (President) der Hilfsorganisation Women on the Move against Cancer.

## Mitgliedschaft im House of Lords
Am 11. Juni 1991 wurde Denton zum Life Peer ernannt und wurde Mitglied des House of Lords; sie trug den Titel Baroness Denton, of Wakefield, of Wakefield in the County of West Yorkshire. Sie war von John Major für das House of Lords vorgeschlagen worden. Im House of Lords saß sie für die Conservative Party.
Von 1991 bis 1992 hatte sie in ihrer Eigenschaft als Parlamentarische Geschäftsführerin der Conservative-Party-Fraktion (Government Whip) im House of Lords das protokollarische Ehrenamt einer „Baroness-in-Waiting“ inne. Später war sie im House of Lords Sprecherin der Opposition für die Bereiche Handel und Wirtschaft (Trade and Industry Spokeswoman).
Ihre Antrittsrede hielt sie am 19. Juni 1991. In ihrer Ansprache hob sie die wirtschaftlichen Leistungen der britischen Arbeiterschaft lobend hervor.
Im Hansard sind Wortbeiträge Dentons im House of Lords aus den Jahren 1991 bis 1999 dokumentiert. Im Juli 1999 meldete sie sich mit einer Frage im Rahmen einer Debatte zur Nordirland-Politik (Northern Ireland) letztmals im House of Lords zu Wort.

## Auszeichnungen und Ehrungen
1972 wurde sie Fellow des Chartered Institute of Marketing (F.C.I.M.), 1974 Fellow des Institute of the Motor Industry (F.I.M.I.). 1987 wurde sie Fellow der Royal Society of Arts (F.R.S.A.). 1988 wurde sie Mitglied (Companion) des British Institute of Management (C.B.I.M.).
1990 wurde sie zum Commander des Order of the British Empire (C.B.E.) ernannt.

## Privates
Jean Denton, geb. Moss, heiratete 1958 Dr. Anthony A. Denton (Tony Denton), einen Schiffsingenieur. Sie trug ab 1958 den Ehenamen Denton. Die Ehe wurde 1974 wieder geschieden. Nach ihrer Scheidung blieb Denton zeitlebens Single und widmete sich fortan ihrer Berufslaufbahn und ihrer politischen Karriere.
Im Jahr 1989 erkrankte Denton schwer an Brustkrebs; sie konnte jedoch geheilt werden. Im Herbst 1998 wurde bei ihr ein maligner Gehirntumor diagnostiziert, der schließlich operativ entfernt wurde. Mo Mowlan, die zu den ersten Personen gehörte, die Denton von ihrer Krankheit unterrichteten, stand ihr bei der anschließenden Genesung nach der Operation als Freundin zur Seite. Denton starb im Alter von 65 Jahren an den Folgen ihrer Krebserkrankung.